# I Crystals
I Crystals sono stati un gruppo italiano di rock progressivo.

## Storia
La band, malgrado abbia avuto una formazione così importante, ha avuto una vita breve. Fu un supergruppo formato da musicisti celebri, guidato da Paolo Tofani, (poi con gli Area), autore di tutti i brani e composto da Carlo Degani (voce e percussioni), Giorgio Piazza (basso, ex Premiata Forneria Marconi), Marcello Todaro (chitarra, Banco del Mutuo Soccorso), Nanni Civitenga (chitarra, ex Raccomandata con Ricevuta di Ritorno e Samadhi) e Giorgio Santandrea (batteria, ex Alphataurus).
La band ha registrato un solo album, su etichetta Cramps, ma per ragioni sconosciute non viene distribuito e il disco è pubblicato in CD soltanto all'inizio degli anni '90 dalla Mellow Records e nel 2002 dalla Akarma Records con una diversa copertina.
I testi sono in inglese, nonostante l'album abbia lunghe parti strumentali. D'accordo con i critici, il genere è più vicino ai gruppi inglese che al suono degli italiani.

## Formazione
- Carlo Degani (voce, percussioni)
- Nanni Civitenga (chitarra)
- Marcello Todaro (chitarra)
- Giorgio Piazza (basso)
- Giorgio Santandrea (batteria)

## Discografia
- 1992 - Crystals, Mellow (MMP 120, registrato nel 1973);